# Gert Steegmans
Gert Steegmans (født 30. september 1980 i Hasselt, Belgien) er en tidligere belgisk professionel landevejscykelrytter. Han var en stærk sprinter og var dygtig til at få sine holdkammerater frem til en sejr.
Før 2007-sæsonen kom Steegmans over til Quick Step for at hjælpe  Tom Boonen til etapesejre.